# Microporella gibbosula
Microporella gibbosula är en mossdjursart som beskrevs av Ferdinand Canu och Ray Smith Bassler 1930. Microporella gibbosula ingår i släktet Microporella och familjen Microporellidae. Inga underarter finns listade i Catalogue of Life.